# Dominique Cornu
Dominique Cornu (* 10. Oktober 1985 in Beveren) ist ein ehemaliger belgischer Radrennfahrer.
Dominique Cornu gewann 2003 den belgischen Meistertitel im Zeitfahren der Junioren, welchen er im Jahr 2004 verteidigen konnte.
Nach seinem Wechsel in den Erwachsenenbereich wurde er im Straßenzeitfahren 2006 belgischer Meister und Weltmeister der U23-Klasse. Außerdem wurde er auf der Bahn Landesmeister der Elite in der Einerverfolgung. Diesen nationalen Meistertitel gewann Cornu auch in den Jahren 2007 und 2014. Im Jahr 2007 wurde er darüber hinaus U23-Europameister in der Verfolgung.
Im Übrigen widmete sich Cornu schwerpunktmäßig dem Straßenradsport und fuhr für die UCI ProTeams Lotto (2007 und 2008) und Quick Step-Innergetic (2009). Er gewann beim Giro del Capo 2008 eine Etappe und 2010 bei der Belgien-Rundfahrt ein Einzelzeitfahren.
Nach einigen Jahren bei kleineren Teams beendete er nach der Saison 2015 seine Laufbahn als Aktiver.

## Erfolge

### Straße
2005
- Belgischer Meister – Einzelzeitfahren (U23)

2006
- Belgischer Meister – Einzelzeitfahren (U23)
- Weltmeister – Einzelzeitfahren (U23)

2008
- eine Etappe Giro del Capo

2010
- eine Etappe Belgien-Rundfahrt

### Bahn
2006
- Belgischer Meister – Einerverfolgung

2007
- Europameister – Einerverfolgung (U23)
- Belgischer Meister – Einerverfolgung

2014
- Belgischer Meister – Einerverfolgung

## Grand-Tour-Platzierungen
| Grand Tour            | 2008 |
| --------------------- | ---- |
| Giro d’ItaliaGiro     | DNF  |
| Tour de FranceTour    | –    |
| Vuelta a EspañaVuelta | 46   |

## Teams
- 2005 Bodysol-Win for Life-Jong Vlaanderen
- 2006 Bodysol-Win for Life-Jong Vlaanderen
- 2007 Predictor-Lotto
- 2008 Silence-Lotto
- 2009 Quick Step
- 2010 Skil-Shimano
- 2011 Topsport Vlaanderen-Mercator
- 2012 Topsport Vlaanderen-Mercator
- 2013 Topsport Vlaanderen-Baloise
- 2014 Sunweb-Napoleon Games Cycling Team
- 2015 Vérandas Willems